# 나후강
나후강(裸喉綱, 학명: Gymnolaemata)은 태형동물문에 속한 동물의 일종이다. 나후강에 속한 동물은 대부분 납작한 모양의 충실을 지니나 관모양의 충실을 지니는 것도 있다. 충실은 부드럽거나 석회질화되어 있다. 촉수관은 둥근 모양이고 이웃하는 체강은 격벽에 의하여 나뉘어있으나 연락구명에 의하여 서로 연결되어 있다. 다형현상을 나타내고 대부분 바다에 산다.